# Pine Prairie
Pine Prairie es una villa ubicada en la parroquia de Evangeline en el estado estadounidense de Luisiana. En el Censo de 2010 tenía una población de 1610 habitantes y una densidad poblacional de 383,01 personas por km².

## Geografía
Pine Prairie se encuentra ubicada en las coordenadas 30°46′55″N 92°25′19″O / 30.78194, -92.42194. Según la Oficina del Censo de los Estados Unidos, Pine Prairie tiene una superficie total de 4.2 km², de la cual 4.18 km² corresponden a tierra firme y (0.62%) 0.03 km² es agua.

## Demografía
Según el censo de 2010, había 1610 personas residiendo en Pine Prairie. La densidad de población era de 383,01 hab./km². De los 1610 habitantes, Pine Prairie estaba compuesto por el 69.5% blancos, el 29.19% eran afroamericanos, el 0.19% eran amerindios, el 0.12% eran asiáticos, el 0% eran isleños del Pacífico, el 0.19% eran de otras razas y el 0.81% pertenecían a dos o más razas. Del total de la población el 0.93% eran hispanos o latinos de cualquier raza.